# エビガラスズメ
エビガラスズメ（蝦殻天蛾、学名: Agrius convolvuli）は、チョウ目スズメガ科の昆虫。ガの一種。発生期間は6～11月。

## 寄主植物
幼虫の食草は、ヒルガオ科のサツマイモ、アサガオ、マメ科、ゴマ科、ナス科。成虫は夜行性で口吻が長く、ヨルガオなど筒状の花の蜜や樹液を吸う。

## 外見
成虫は腹部に黒・桃・白の縞模様があり、エビに似ている。
大きさは35㎜～45㎜ほど。
幼虫はふつう５齢までだが、まれに６齢になる個体がいる。終齢で大きさは9㎝前後。
４齢まではほぼ緑色で、脱皮して色が変わることがある。柄が目立つものや黒っぽい体のものもいて、その色彩は変化に富んでいる。
お尻のほうに角が付いているが、毒はない。

## 蛹
成熟した幼虫は土に潜り、蛹化する。蛹には長い小腮環（しょうさいかん）が付いていて、エビガラスズメの蛹の特徴。蛹で越冬する。

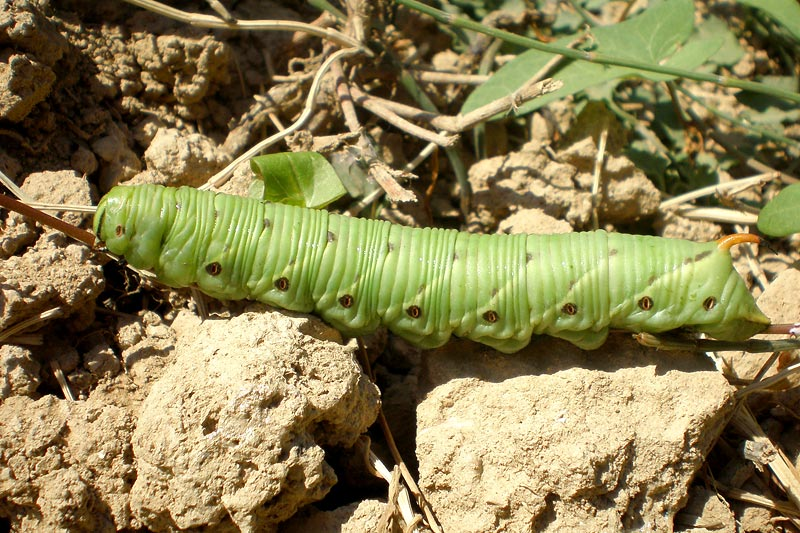
緑色の幼虫
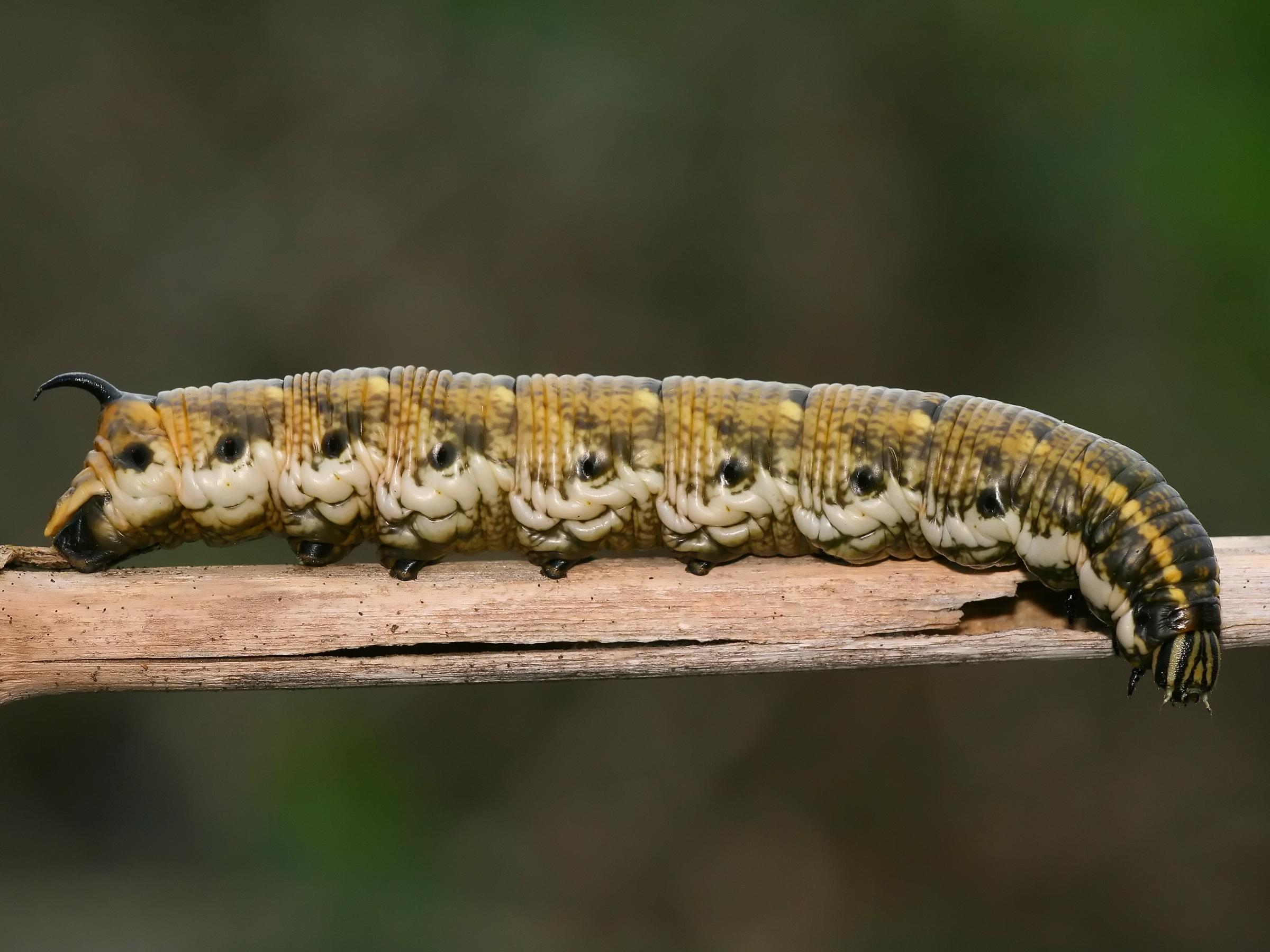
褐色の幼虫
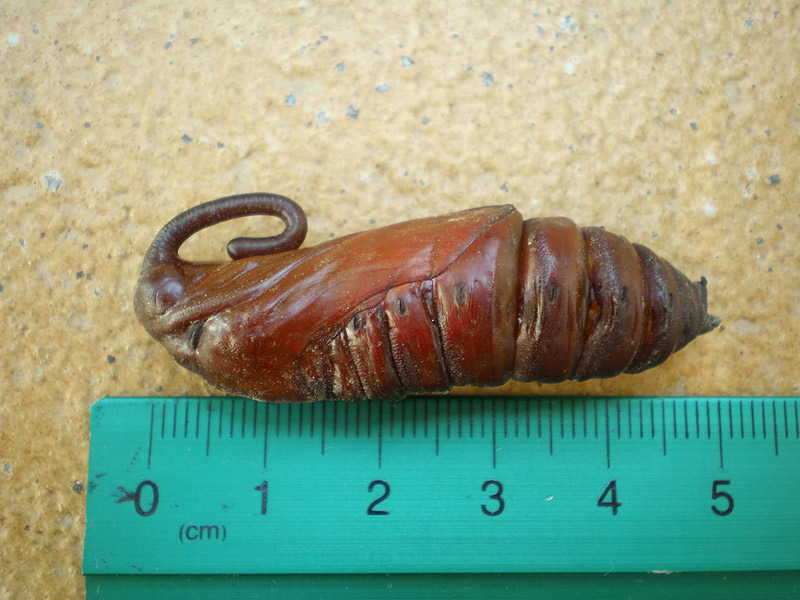
蛹
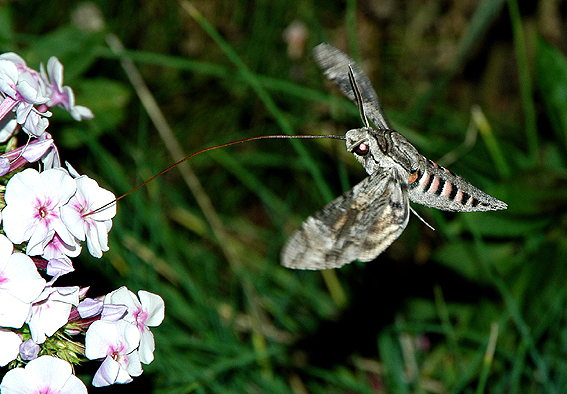
花の蜜を吸う成虫

## 分布
日本（北海道、本州、四国、九州、種子島、屋久島、奄美大島、沖縄本島、宮古島、伊良部島、石垣島、西表島、与那国島、南大東島、北大東島）、旧北区、東洋区、エチオピア区、台湾、東南アジア、太平洋。